# كريستينا أناباو
كريستينا أناباو (بالإنجليزية: Kristina Anapau)‏ (ولدت في 30 أكتوبر 1979) ممثلة وكاتبة ومنتجة أمريكية.
عرفت عن دورها «غالينا» في فيلم بلاك سوان (2010).

## روابط خارجية
- كريستينا أناباو على موقع IMDb (الإنجليزية)
- كريستينا أناباو على موقع ألو سيني (الفرنسية)
- كريستينا أناباو على موقع أول موفي (الإنجليزية)
- كريستينا أناباو على موقع قاعدة بيانات الأفلام السويدية (السويدية)
- كريستينا أناباو على موقع قاعدة بيانات الفيلم (الإنجليزية)
- كريستينا أناباو على موقع كينوبويسك (الروسية)